# Тепетитан
Тепетита̀н (на испански: Tepetitán) е град в югоизточно Мексико, щат Табаско. Населението му е около 1522 души (2010).
Разположен е на 5 метра надморска височина в Крайбрежната низина на Мексиканския залив, на 62 километра източно от Виляермоса и на 90 километра югоизточно от бреговете на Мексиканския залив. В селището има два петролни кладенеца, но основната стопанска дейност са селското стопанство и риболова.

## Известни личности
Родени в Тепетитан
- Андрес Мануел Лопес Обрадор (р. 1953), политик